# رافاييلي غرازيا
رافاييلي غرازيا (من مواليد 23 أكتوبر 1966) سياسي إيطالي من فينيتو.
عضو في حزب الديمقراطية المسيحية، في عام 1994 انضم إلى حزب الديمقراطيين المسيحيين المتحدين. انتخب لعضوية المجلس الإقليمي في فينيتو عام 2000 عن الحزب الذي انضم إليه في عام 1998 فورزا إيطاليا، وكان وزيرًا إقليميًا للعمل في حكومة غالان الثانية. كان حليفًا وثيقًا لجورجيو كارولو، غادر فورزا إيطاليا في عام 2006 وانضم إلى فينيتو للانضمام إلى حزب الشعب الأوروبي. في عام 2010 أعيد انتخابه لمجلس اتحاد المركز.
غرازيا متزوجة من باربرا ديغاني التي شغلت منصب رئيسة مقاطعة بادوفا لشعب الحرية.